# Eigenwoningreserve
Eigenwoningreserve (EWR) is een term uit het Nederlandse belastingrecht, waar het begrip in 2004 werd geïntroduceerd binnen de Wet Inkomstenbelasting. De eigenwoningreserve kan spelen bij particulieren en gaat over de belastingheffing over een eigen woning. De eigenwoningreserve maakt deel uit van de bijleenregeling die toen in de wet werd ingevoerd. Wettelijk is de eigenwoningreserve thans te vinden in artikel 3.119aa Wet IB. Het is een nogal lastige, technische materie geworden door verschillende wettelijke maatregelen, reparatiewetgeving en beleidsbesluiten. Fiscaal is deze reserve ongunstig, omdat deze de omvang van de eigenwoningschuld en dus de aftrek van rente beperkt. Anders dan soms gedacht kan de eigenwoningreserve zowel een positief als een negatief bedrag zijn. De reserve is tenslotte niet een bepaalde hoeveelheid geld, maar een fiscaalrechtelijk begrip met aparte regels. De eigenwoningreserve kan in een eigenwoningbalans tot uitdrukking worden gebracht waar ook de eigenwoningschuld mee bepaald wordt.

## Ontstaan eigenwoningreserve
De reserve ontstaat zodra er een vervreemding plaatsvindt van de eigen woning. Het verschil tussen de opbrengst van de verkoop en de eigenwoningschuld vormt dan een vervreemdingssaldo en dient te worden opgenomen in een eigenwoningreserve. Gemaakte kosten van vervreemding, zoals makelaars- en taxatiekosten, komen op het vervreemdingssaldo in mindering. De wet bepaalt vervolgens dat de aanwezige eigenwoningreserve de omvang van de nieuwe eigenwoningschuld beperkt.

### Positieve eigenwoningreserve
Het meest voorkomende geval is dit van de positieve eigenwoningreserve. Dit doet zich voor wanneer een eigen woning wordt vervreemd en er na aftrek van de aanwezige eigenwoningschuld nog een bedrag resteert. Er is zogezegd een overwaarde op de woning aanwezig. Wordt een woning verkocht voor € 345.000 en is de eigenwoningschuld op dat moment € 200.000, dan levert dit een eigenwoningreserve van € 145.000 (positief) op. Dit beperkt de latere eigenwoningschuld dan.

### Negatieve eigenwoningreserve
De eigenwoningreserve kan negatief zijn, wanneer de vervreemding van de eigen woning minder heeft opgebracht dan de aanwezige eigenwoningschuld op dat moment. Hierbij kan gedacht worden aan een woning die 'onder water staat', d.w.z. de schulden zijn groter dan de woning nog waard is. Wordt een eigen woning verkocht voor € 345.000 bij een aanwezige eigenwoningschuld van € 360.000, dan levert dit een eigenwoningreserve van € 15.000 (negatief!) op. In dit bijzondere geval beperkt de eigenwoningreserve niet de nieuwe eigenwoningschuld. De rente-aftrek wordt nu ook niet beperkt.

## Afname eigenwoningreserve
In bepaalde, in de wet geregelde gevallen kunnen er vervolgens bedragen op de eigenwoningreserve in mindering worden gebracht. Dit is voor een belastingplichtige aantrekkelijk, want een kleinere reserve maakt dat er fiscaal weer een grotere eigenwoningschuld kan worden aangegaan. De belangrijkste gevallen van afname van de reserve staan in art. 3.119aa lid 2 Wet IB en betreffen de volgende situaties:
- bij de verwerving van een nieuwe eigen woning: het bedrag van het saldo van de aankoopkosten en de aanwezige eigenwoningreserve. Het gaat met andere woorden dus om het ingebrachte eigen geld bij de aankoop.
- bij de verwerving van een eigen woning door een belastingplichtige met zijn partner gezamenlijk: het bedrag van de eigenwoningreserve dat de partner heeft bij de vervreemding van de vorige woning.
- de gedane uitgaven voor verbetering en onderhoud van de woning en de afkoopsom voor erfpacht en enkele andere zakelijke rechten.

Ten slotte geldt nog de regel dat deze afboekingen de (positieve) eigenwoningreserve niet negatief kunnen maken. De reserve bedraagt ten minste nihil.

## Vervallen van de eigenwoningreserve
De eigenwoningreserve vervalt ten slotte na verloop van 3 jaren. Het kan dus aantrekkelijk zijn om na de vervreemding van de eigen woning met een overwaarde voor deze periode woonruimte te gaan huren, en na de 3 jaren pas een nieuwe woning te verwerven. Er kan dan opnieuw een eigenwoningschuld worden aangegaan. Aanvankelijk verviel de reserve na verloop van 5 jaren. De wettekst gaat niet van kalenderjaren uit, zo zal een eigenwoningreserve die is ontstaan op bijvoorbeeld 3 april 2017 vervallen op 3 april 2020.